# Mitroidea
Mitroidea Swainson, 1831 è una superfamiglia di molluschi gasteropodi della sottoclasse Caenogastropoda.

## Tassonomia

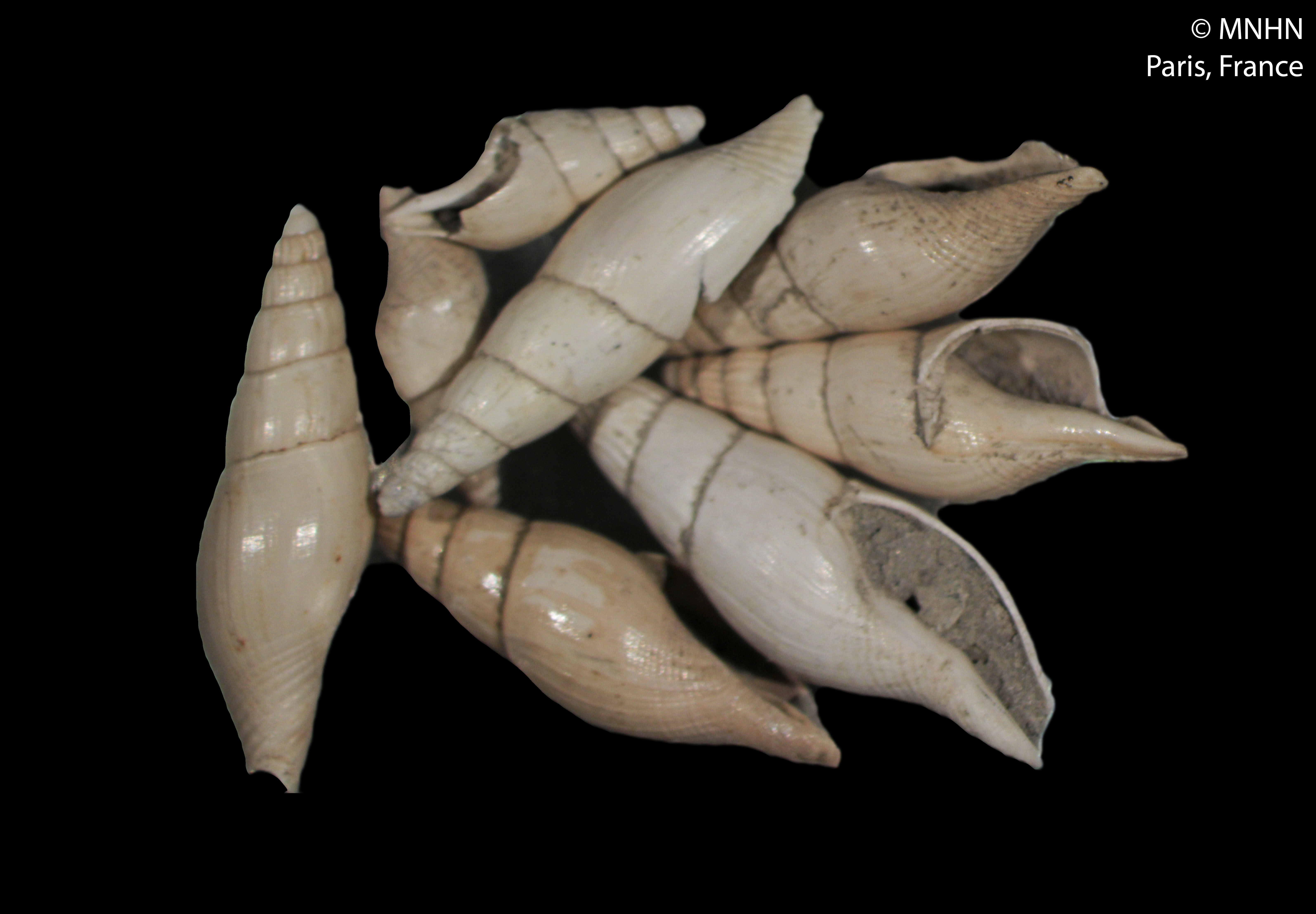
Charitodoron tauzini (Charitodoronida)

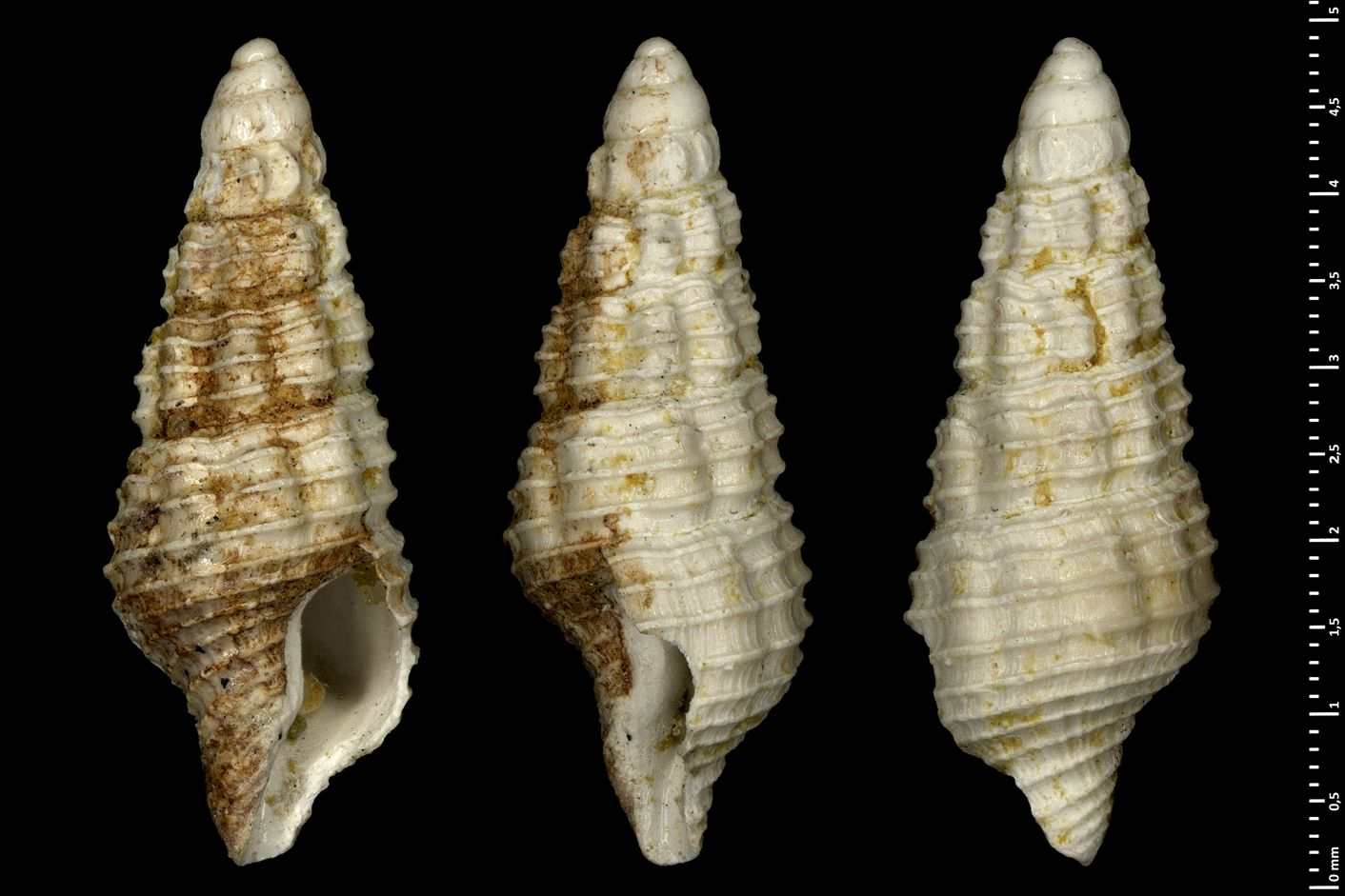
Fossile di Pyramimitra koeneni (Pyramimitridae)

La superfamiglia contiene tre famiglie:
- Famiglia Charitodoronida Fedosov, Herrmann, Kantor & Bouchet, 2018
- Famiglia Mitridae Swainson, 1831
- Famiglia Pyramimitridae Cossmann, 1901